# Demografía de Gabón
El siguiente artículo describe las características de la demografía de Gabón

## Población
La población estimada de Gabón en 2020 es de 2.225.000 personas, con una densidad de 9 hab/km². La población urbana es del 87-90% y la media de edad es de 22 años. El número de habitantes casi se ha doblado desde finales del siglo XX.
La presencia de petróleo hace que Gabón sea uno de los países más ricos de África, pero la riqueza está desigualmente repartida y la pobreza está generalizada. Más del 60% de la población tiene menos de 25 años. La esperanza de vida es de 67 años para los hombres y de 71 años para las mujeres. La media de hijos por mujer era en 2020 de 3,41. La tasa de crecimiento es del 2,5%, con una natalidad de 26,3 nacimientos por mil habitantes en 2020 y una mortalidad de 5,9 por mil.

## Perfil demográfico
Los ingresos petroleros de Gabón le han proporcionado uno de los niveles de renta per cápita más altos del África subsahariana, pero la riqueza no se distribuye de manera uniforme y la pobreza está muy extendida. El desempleo es especialmente frecuente entre la numerosa población juvenil; más del 60% de la población tiene menos de 25 años. Con una tasa de fecundidad que sigue siendo superior a los 4 hijos por mujer, la población joven seguirá creciendo y tensando aún más el desajuste entre la oferta de empleo de Gabón y la cualificación de su mano de obra.
Gabón ha sido un imán para los emigrantes de los países vecinos desde la década de 1960 debido al descubrimiento de petróleo, así como a la estabilidad política del país y a sus recursos madereros, minerales y de gas natural. Sin embargo, la desigualdad de ingresos y el elevado desempleo han creado barrios marginales en Libreville llenos de trabajadores migrantes de Senegal, Nigeria, Camerún, Benín, Togo y otros lugares de África Occidental. En 2011, Gabón declaró el fin del estatus de refugiado para los 9.500 congoleños restantes a los que había concedido asilo durante la guerra civil de la República del Congo entre 1997 y 2003. Unos 5.400 de estos refugiados recibieron permisos para residir en Gabón.

## Estadísticas
|      | Población total | Población entre 0–14 años (%) | Población entre 15–64 años(%) | Población entre 65+ años(%) |
| ---- | --------------- | ----------------------------- | ----------------------------- | --------------------------- |
| 1950 | 469 000         | 28.4                          | 64.3                          | 7.3                         |
| 1955 | 476 000         | 29.4                          | 63.5                          | 7.1                         |
| 1960 | 486 000         | 30.3                          | 62.6                          | 7.1                         |
| 1965 | 502 000         | 31.9                          | 61.1                          | 7.1                         |
| 1970 | 530 000         | 33.0                          | 59.9                          | 7.1                         |
| 1975 | 595 000         | 35.2                          | 58.0                          | 6.8                         |
| 1980 | 683 000         | 37.7                          | 55.9                          | 6.4                         |
| 1985 | 794 000         | 40.0                          | 54.0                          | 6.0                         |
| 1990 | 929 000         | 41.4                          | 53.0                          | 5.6                         |
| 1995 | 1 087 000       | 42.0                          | 52.8                          | 5.1                         |
| 2000 | 1 235 000       | 41.0                          | 54.3                          | 4.8                         |
| 2005 | 1 371 000       | 38.6                          | 57.0                          | 4.4                         |
| 2010 | 1 505 000       | 35.5                          | 60.2                          | 4.3                         |

Estructura de la población (DHS 2012):
| Edad  | Hombres (%) | Mujeres(%) | Total (%) |
| ----- | ----------- | ---------- | --------- |
| 0–4   | 16.0        | 14.3       | 15.1      |
| 5–9   | 12.4        | 12.4       | 12.4      |
| 10–14 | 12.0        | 12.5       | 12.3      |
| 15–19 | 9.6         | 9.9        | 9.7       |
| 20–24 | 7.6         | 9.6        | 8.7       |
| 25–29 | 7.5         | 8.4        | 8.0       |
| 30–34 | 7.8         | 7.0        | 7.4       |
| 35–39 | 6.6         | 5.4        | 5.9       |
| 40–44 | 5.4         | 4.4        | 4.9       |
| 45–49 | 4.1         | 3.3        | 3.7       |
| 50–54 | 3.4         | 4.2        | 3.8       |
| 55–59 | 2.0         | 2.3        | 2.1       |
| 60–64 | 2.6         | 1.7        | 2.1       |
| 65–69 | 1.1         | 1.4        | 1.2       |
| 70–74 | 0.9         | 1.3        | 1.1       |
| 75–79 | 0.6         | 0.7        | 0.6       |
| 80+   | 0.5         | 1.3        | 0.9       |

| Edad  | Hombres (%) | Mujeres (%) | Total (%) |
| ----- | ----------- | ----------- | --------- |
| 0–14  | 40.4        | 39.2        | 39.8      |
| 15–64 | 56.5        | 56.1        | 56.4      |
| 65+   | 3.1         | 4.7         | 3.8       |

## Etnia

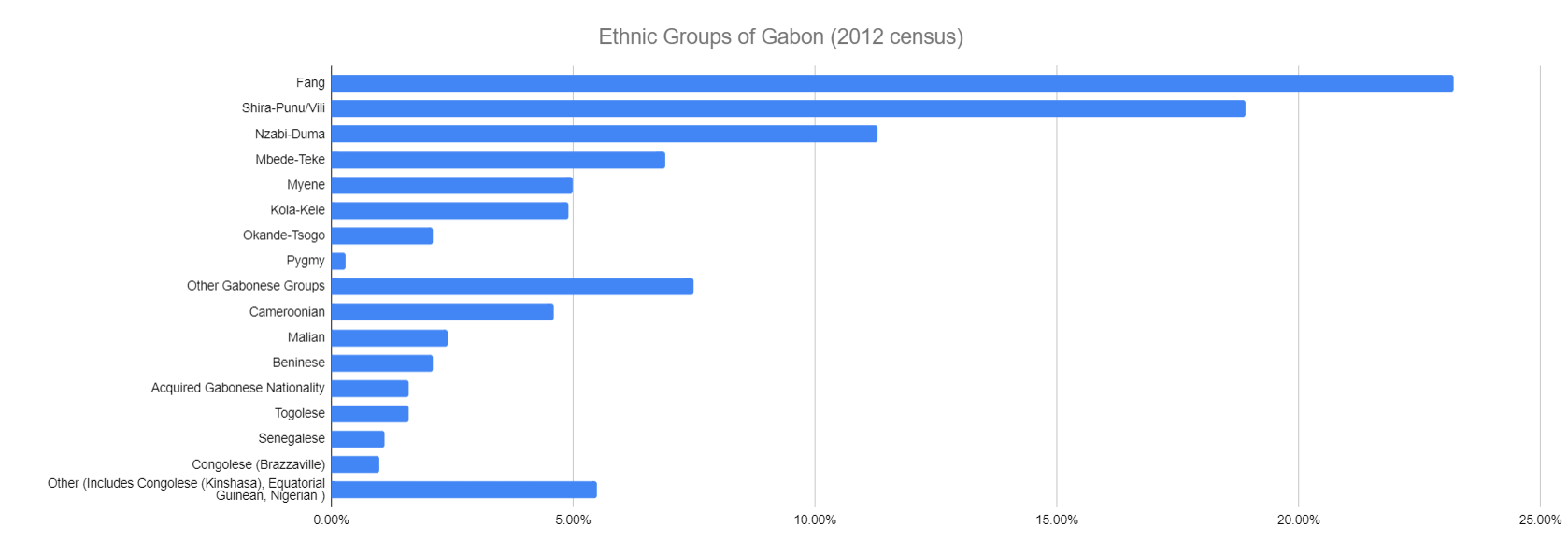
Distribución de grupos étnicos según censo del 2012

Casi todos los gaboneses son de origen bantú. Gabòn tiene como mínimo 40 etnias con diferentes idiomas y culturas. El más grande es el fang, correspondiendo a aproximadamente un 23% de la población total. Otros incluyen los Myene, Bandjabi, Eshira, Bapounou, y Okande. Los europeos corresponden a una minoría de menos del 1% de la población (10,700 franceses y otras 11,000 personas con nacionalidad doble). Los límites entre grupos étnicos están dibujados más difuminadamente en Gabón que en cualquier parte de África.

## Religión
Por grupos religiosos, el 42,3% son católicos; el 12,3% son protestantes, el 27,4% pertenece a otros cristianos evangélicos; el 9,8% son musulmanes; el 0,6% son animistas, y el resto, es desconocido.

## Idioma
El idioma oficial es el francés, hablado por un 80% de la población, seguido del fang, hablado por un 32%, el myene, el nzebi, el bapounou/eschira y el bandjabi. Cada etnia tiene su propia lengua. El español y el portugués son oficiales junto al francés en Cocobeach, en el punto más noroccidental de la provincia de Estuaire, es que esta ciudad costeña también forma parte del territorio ecuatoguineano.